# 栗和田榮一
栗和田 榮一（くりわだ えいいち、1946年10月10日 - ）は、佐川急便株式会社の持株親会社であるSGホールディングス（英文社名：SG Holdings Co.,Ltd.）の代表取締役会長である。新潟県上越市生まれ。

## 来歴・人物
1946年10月10日、新潟県上越市板倉区出身。新潟県立新井高等学校卒業。
父は佐川急便創業者の佐川清。母方の実家は新潟において栗和田組という土建屋を営んでおり、佐川もそこで働いていた。
栗和田組の社長であった祖父が佐川を見込んで娘を妻合わせるが、栗和田が生後5ヶ月の時に佐川は栗和田組を出奔してしまった為、栗和田は父を知らずに育つ。
30代まで日本国有鉄道新潟鉄道管理局貨物課に勤務していたが、実父である佐川の誘いにより、1977年東京佐川急便（現佐川急便）に入社。
佐川の元へ行くことを決意した時、栗和田の母は「佐川さんに迷惑がかからないようにしなさい」と訓戒したという。
入社後、しばらくして栗和田は社員を酷使する佐川急便のやり方に疑問を持ち、父に「このようなやり方では社員は定着しない」と直訴したが、「生意気な事を言うな」と殴られた。後年、栗和田は「当時は次々にネットワークを広げ、全国展開していったイケイケの時代。受け入れられなかったのも仕方ないかもしれない」と述懐している。
1986年 大阪佐川急便社長に就任。
1992年 東京佐川急便事件の責を取り、当時の佐川急便の持株会社である清和商事の社長であった佐川正明（佐川清の後妻の長男）が退任した為、後継として佐川急便社長に就任。
社員に対し、労働基準法を無視した超長時間労働を強いていた父とは反対に、コンプライアンスに基づく経営を行い、社員を使い捨てにする傾向が強かった社風を一新する。
しかし、労働環境が改善された反面、佐川急便の売りだった高収入も半減。経営方針に対して佐川清及びその番頭格だった旧経営陣と栗和田との対立が深まる。
2000年6月3日 取締役会において、佐川清の意向を受けた境保、湊川誠生の両副社長が栗和田の解任動議を提出。当事者には投票権がない為、栗和田を除く、役員17人により投票が行われ、9：8で栗和田の解任が可決される。
それを受け今度は、逆に栗和田派が境と湊川の解任動議を提出。いずれも9：8で解任が可決され、代表権を持つ社長と二人の副社長すべてが解任されるという事態に陥る。
続いて当時役員の一人であった佐川清の息子である佐川光の社長就任を提議。9：9で同数だったが、栗和田派が当事者である佐川光には投票権がないことを主張。
これを認めさせ、佐川光の就任は否決した。更に巻き返しを図り、栗和田派による旧経営陣の切り崩し工作が行われ、役員二人が栗和田派に寝返り、栗和田の社長再任が可決される。結局、旧経営陣によるクーデターは失敗し、創業者佐川清の影響力は一掃され、栗和田が逆に佐川急便経営の主導権を確立する。
2002年、佐川清の死去に伴い、後継を真鍋邦夫に譲り会長職に退く。
2005年4月、真鍋の辞任を受けて会長在任のまま社長を兼務する。
2006年に持株会社であるSGホールディングスを設立し会長兼社長に就任。翌年には、佐川創業50周年を迎え、シンボルマークの飛脚マークやユニホームを一新したほか、展開中の2015年度を最終年度とする中期経営計画では、約1千億円を海外の物流企業の買収に充て、海外で物流事業を強化するなどの策を講じている。
2015年3月からはSGホールディングスの社長職はリクルート出身の町田公志に譲り、兼任を解除。会長職専任となった。